# Jan Provoost

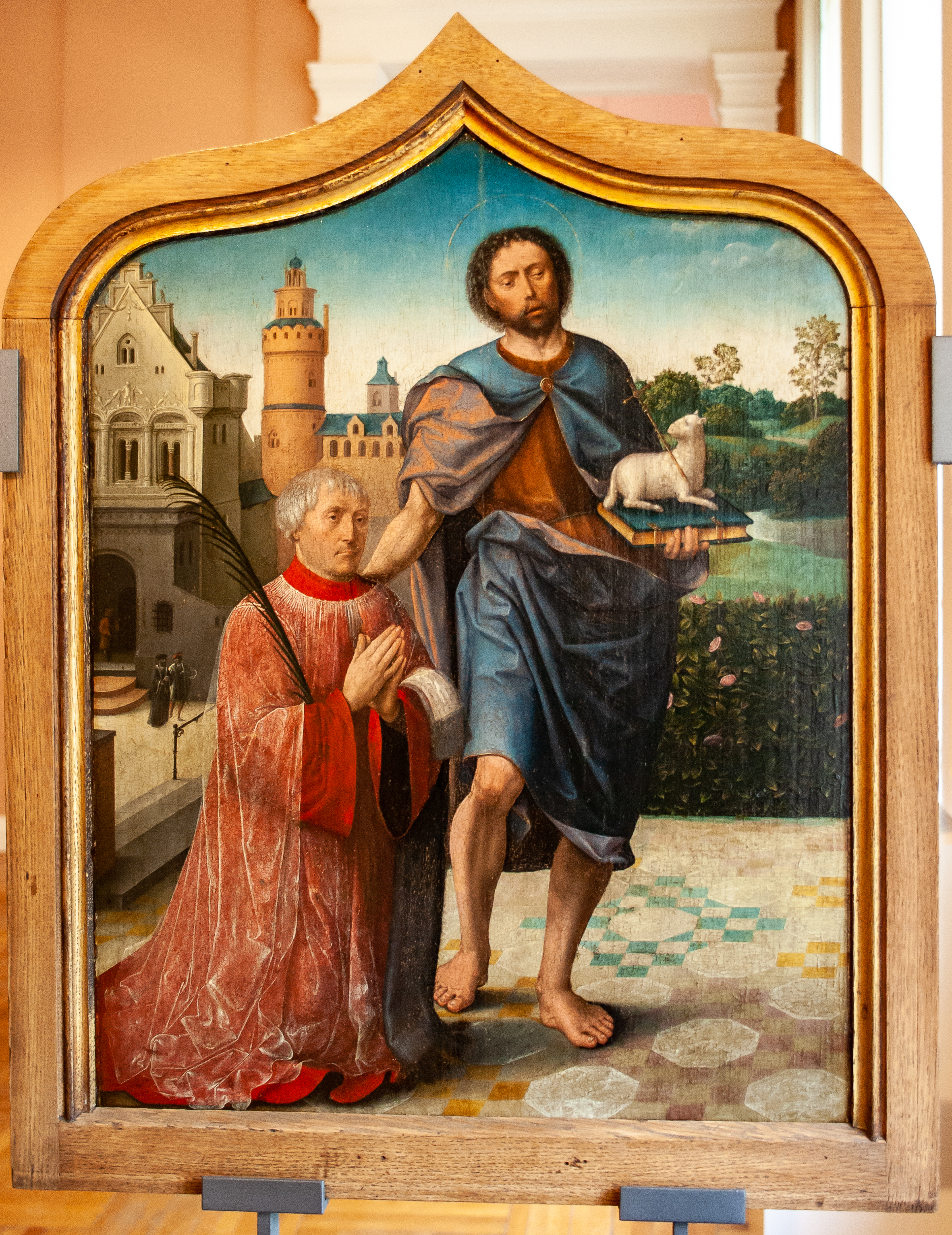
Keresztelő János és egy kanonok adományozó - Proost műve Valenciennes szépművészeti múzeumában

Jan Provoost (Mons, 1465 – Brugge, 1529. január vagy 1525. január) flamand festő. (Neve a korabeli nyelvi és helyesírási viszonyoknak megfelelően még számos változatban volt használatos, a leggyakoribbak ezek közül: Jan Provost, Jean Provost, John Prevost the younger.) Nemzedékének egyik leghíresebb és legtermékenyebb németalföldi festője volt.

## Élete és munkássága
Apja, idősebb Jan Provoost maga is festő volt, de nem alkotott maradandót. Később Simon Marmion tanítványa lett Valenciennesben, majd annak halála után feleségül vette az özvegyét. Ezután két műhelyt is nyitott, az egyiket Bruggeben, ahol 1494-ben polgárjogot szerzett, a másikat Antwerpenben, Németalföld akkori gazdasági központjában.
Provoost térképész, mérnök és építész is volt. 1520-ban Antwerpenben találkozott Albrecht Dürerrel. Valószínűleg Dürer alkotta meg Provoost portréját egy szénrajzon, amely jelenleg a British Museumban található.
Vallásos festményein Gérard David és Hans Memling  hatása fedezhető fel. Az 1525-ben Brugge városházájának festett „Utolsó ítélet” az egyetlen olyan alkotás, amelyet okiratok azonosítanak Provoost munkájaként. A modern tudományos kutatás azonban számos műről tudta bizonyítani az ő szerzőségét.
Művei megtalálhatók a világ legnagyobb múzeumai egész sorában.